# Fričovce
Fričovce (allemand : Friedrichsdorf im Scharosch) est un village de Slovaquie situé dans la région de Prešov.

## Histoire
Première mention écrite du village en 1320.

## Démographie

### Évolution de la population
| Année:               | 1994. | 2004.   | 2014.   | 2024.   |
| -------------------- | ----- | ------- | ------- | ------- |
| Nombre de personnes: | 1060  | 1079    | 1116    | 1117    |
| Différence:          |       | +1,79 % | +3,42 % | +0,08 % |

| Année:               | 2023. | 2024.   |
| -------------------- | ----- | ------- |
| Nombre de personnes: | 1133  | 1117    |
| Différence:          |       | -1,41 % |